# Ferenc Nagy (football)
Pour les articles homonymes, voir Ferenc Nagy (homonymie) et Nagy.
Dans le nom hongrois Nagy Ferenc, le nom de famille précède le prénom, mais cet article utilise l’ordre habituel en français Ferenc Nagy, où le prénom précède le nom.
Ferenc Nagy, né le 21 février 1884, est un joueur et entraîneur de football hongrois, sélectionné dans l'équipe de Hongrie de football entre 1903 et 1907.

## Carrière
En 1905, il se blesse, hypothéquant ainsi fortement les chances de son équipe du MTK, championne en titre de Hongrie, et qui ne finira que troisième.
Il jouait au MTK Budapest FC en 1923 quand Pierre Weinblein, un cadre du FC Mulhouse, va le chercher. Il lui propose 1200 F de salaire alors qu'aucun joueur ne touchait d'argent à cette époque. Il devient ainsi, pour la saison 1923-1924, le premier entraîneur connu du club mulhousien, alors toujours en bonne position en DH Alsace.
Il aura une grand influence sur le club, à travers la discipline qu'il apporta aux joueurs.

## Carrière internationale
| # | Date            | Lieu     | Affiche            | Score | Compétition |
| - | --------------- | -------- | ------------------ | ----- | ----------- |
| 1 | 11 juin 1903    | Budapest | Hongrie - Autriche | 3-2   | Amical      |
| 2 | 11 octobre 1903 | Vienne   | Autriche - Hongrie | 4-2   | Amical      |
| 3 | 2 juin 1904     | Budapest | Hongrie - Autriche | 3-0   | Amical      |
| 4 | 9 octobre 1904  | Vienne   | Autriche - Hongrie | 5-4   | Amical      |
| 5 | 9 avril 1905    | Budapest | Hongrie - Autriche | 0-0   | Amical      |
| 6 | 6 avril 1907    | Budapest | Hongrie - Bohème   | 3-0   | Amical      |
| 7 | 5 mai 1907      | Vienne   | Autriche - Hongrie | 3-1   | Amical      |
| 8 | 6 octobre 1907  | Prague   | Bohème - Hongrie   | 5-3   | Amical      |